# 고기쿠 아키오
고기쿠 아키오(일본어: 小菊 昭雄, 1975년 7월 7일~)는 일본의 축구 선수, 지도자이다.

## 지도자 경력
은퇴 후에는 세레소 오사카의 코치를 거쳐, 2021년 8월부터 2024년까지 세레소 오사카에서 감독을 맡았다. 2025년 사간 도스의 감독으로 취임하였다.